# フォルマント

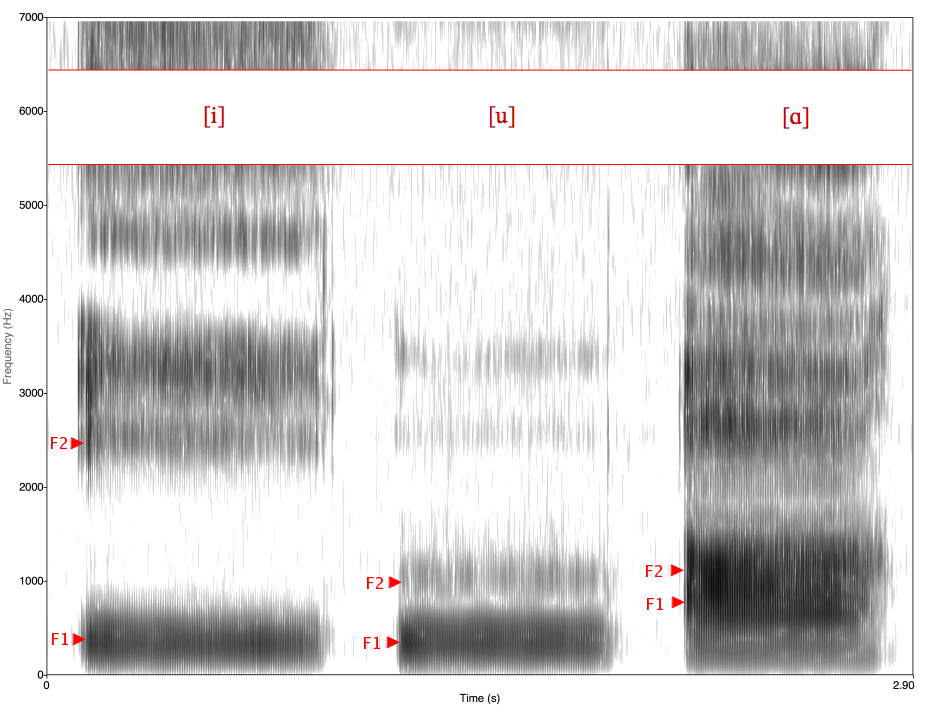
スペクトログラム：アメリカ英語の[i, u, ɑ]のF1とF2

フォルマント（英: formant）は音声の周波数スペクトル上で周囲よりも強度が大きい周波数帯域である。ホルマントとも。

## 概要
声は準定常的であり、これを一定区間で区切り周波数領域へ変換する（=時間周波数解析する）と周波数帯ごとに強弱がみられる。すなわちスペクトル包絡が山谷をもっており、この山に当たる周波数帯をフォルマントという（⇒ #定義）。これらは周波数スペクトルの可視化や包絡の数値化によって計測でき（⇒ #計測）、音によっては複数のフォルマントが観察される（⇒ #分類）。
ヒトの声のフォルマントは主に発音過程で生まれ、ピーク周波数や強度は調音や声道形状によって異なる（⇒ #発音との関係）。ヒトはフォルマントの違いを言語音識別に利用しており（⇒ #言語音識別との関係）、フォルマントを再現した音を作れば（原理上は）言語音が人工的に生成できる。フォルマントを模倣するフィルタを用いた音声合成はフォルマント音声合成と呼ばれる。

## 定義
フォルマント（英: formant）は音声の周波数スペクトル上で周囲よりも強度が大きい周波数帯域である。
フォルマントは元来スペクトログラム上の黒い帯として（大雑把に）定義された。そのため、数学的・音声学的に厳密なフォルマントの定義は存在しない。

## 計測

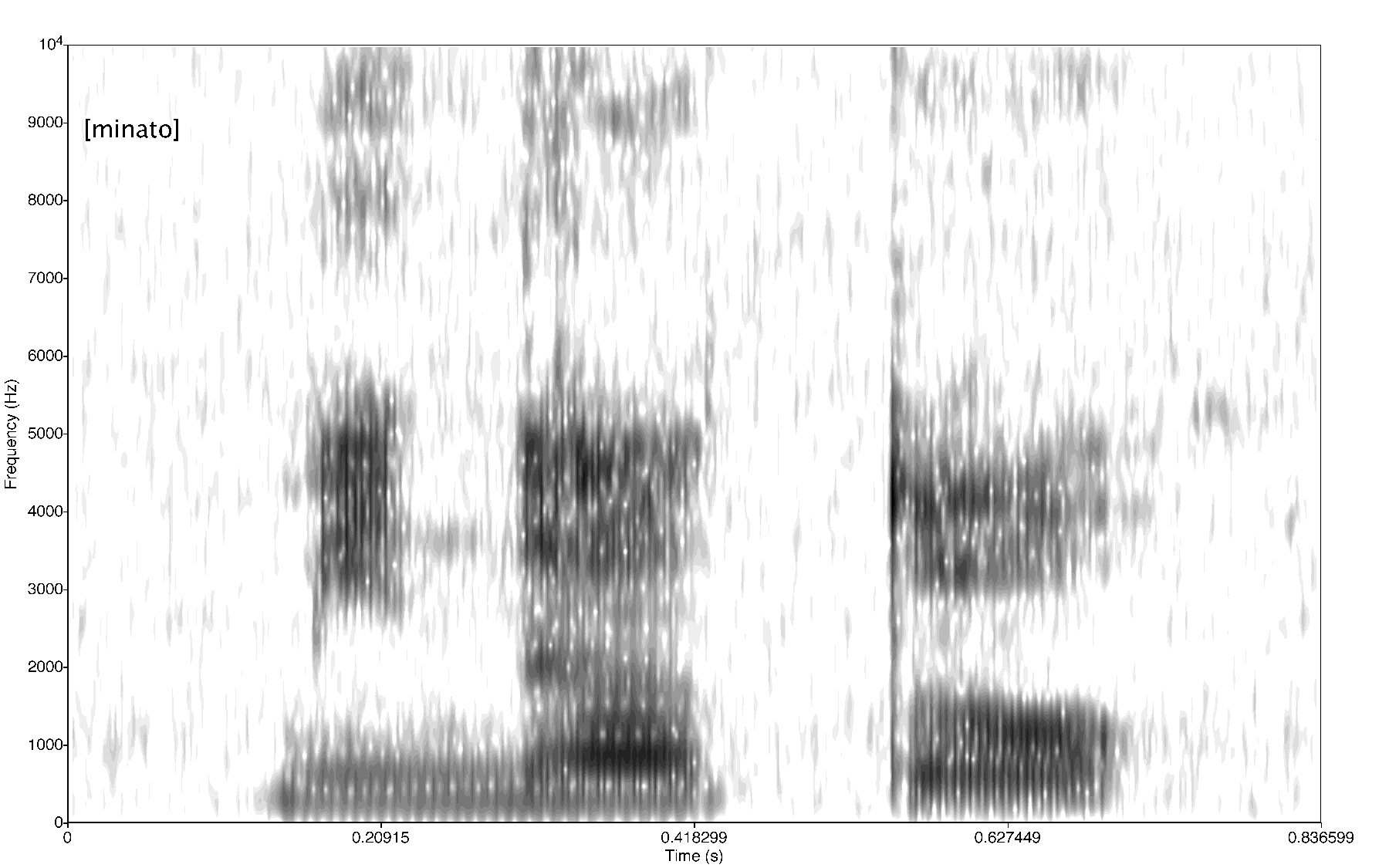
女性が「みなと」と発声したときのスペクトログラム

以下のいずれかの方法によって計測・観察される。
- サウンドスペクトログラムの目視
- ケプストラム分析
- 線形予測符号 (LPC)

### 定量化
フォルマントを定量的に記述するパラメータが様々提案されている。一例として以下が挙げられる：
- ピーク周波数 {\displaystyle F_{n}}
- ピーク強度 {\displaystyle L_{F_{n}}}
- バンド幅 {\displaystyle B_{F_{n}}}

ピーク周波数はフォルマント周波数（、英: formant frequency）とも呼ばれる。

## 分類
フォルマントは複数個存在する場合もあり、周波数の低い順に第一フォルマント、第二フォルマント、第三... と呼ばれる。

## 発音との関係
ヒトの声のフォルマントは発音過程における調音で主に付与される。すなわち比較的平坦な周波数スペクトルをもつ声帯音源が、口腔や鼻腔等の声道における共鳴により特定周波数の強調を受けてフォルマントをもつ。
声道の形状はフォルマント周波数 {\displaystyle F_{n}} と密接に関係しており、声道の個体差や性差がフォルマントの違いを生む。
親子や兄弟で声が似ているのは、骨格などの形態が近いことも理由の一と言われるが、骨格と大きく相関するフォルマントの高低は音声の個性にはあまり影響しない。音色に影響するのはむしろ声帯の微妙な鳴らし方の違い（声種）で、これは習慣的なものである。似た声になるのは、聴き慣れた家族の声を無意識にまねることのほかに、使う発声が親から遺伝していることも理由である（使う発声とはあくまで「発声練習などを何もしていない状態」でのものであり、練習次第で遺伝した発声を変えていくこともできる）。
なお、気流を阻害して音を出すタイプの調声（=阻害音）では明確なフォルマントが観察されない。

### 口の開き
第一フォルマントのピーク周波数 {\displaystyle F_{1}} は口の開きの大きさ（≒ 舌の高さ）に比例する。母音、子音両方に言えることであるが、狭めは {\displaystyle F_{1}} を低くする効果がある。
日本語発音において、狭母音である /i/ と /u/ が近い値の低い {\displaystyle F_{1}} を持ち、中央母音である /e/ と /o/ がおおよそ同じ中位の {\displaystyle F_{1}} を持ち、広母音である /a/ が高い {\displaystyle F_{1}} をもつ事実はこの特性と合致している。

### 舌の前後
第二フォルマントのピーク周波数 {\displaystyle F_{2}} は舌の前後に影響される。前母音のほうが後母音よりもF2が高い。これは、F2が舌の前の空間で共鳴を起こすためである。また後母音は、唇の丸めが加わることが多く、これによって共鳴空間がさらに長くなり、F2は下がる。
日本語発音において、前舌母音である /i/ と /e/ が近い値の高い {\displaystyle F_{2}} を持ち、中舌母音・後舌母音である /a/, /u/, /o/ がそれより低い {\displaystyle F_{2}} をもつ事実はこの特性と合致している。

### 声道長
声道長とフォルマント周波数には逆相関がある（＝長いほど低く、短いほど高い）と考えられている。
声道の一様音響管モデルは声道長とフォルマント周波数の逆相関を予想する。また声道長が「子供 ＜ 女性 ＜ 男性」である一方でフォルマント周波数は「男性 ＜ 女性 ＜ 子供」の傾向を持つことが実験的に確認されている。
一方で反証も存在する。成人男性12名の母音発音時における声道長とフォルマント周波数の関係を調べた研究では、相関は一般に認められなかった。これは母音の声道断面積関数を声道長で正規化してもフォルマント周波数に大きな個人差があることと符合する。

## 言語音識別との関係
ヒトは様々な言語音を識別できる。フォルマントのこの識別に寄与する。
原則として、単音が同じであれば各フォルマント周波数は近い値になる。

### 母音
母音の識別にはフォルマント周波数が重要である。音声からフォルマントを除去すると母音とは認識できず、逆にフォルマントを模したピークを追加すると母音混じりの音声が得られる。母音の弁別はF1（約500～1000Hz）とF2（約1500～3000Hz）によって大体行うことができる。